# 竹林温泉駅
竹林温泉駅（チュンニム・オンチョンえき）は、大韓民国全北特別自治道完州郡竹林里にある韓国鉄道公社（KORAIL）全羅線の駅である。

## 駅構造
- 島式ホーム2面4線の高架駅。

## 駅周辺
- 竹林温泉 - 駅名の由来。現在、温泉施設は経営難により全て廃業状態であり、入浴可能な温泉施設はない[1]。

## 歴史
- 1929年6月16日 - 竹林駅 (죽림역)の駅名で営業開始。等級は配置簡易駅。
- 1931年10月1日 - 駅名を南関駅 (남관역)に改名。同時に普通駅に昇格。
- 1977年5月16日 - 旅客及び貨物取り扱い中断。信号場に降格。
- 1986年1月15日 - 駅員配置信号場に変更。
- 1997年11月18日 - 現在の駅舎竣工。
- 1999年5月1日 - 駅名を竹林温泉駅に変更。
- 2005年8月1日 - 無配置簡易駅に降格。
- 2006年11月1日 - 旅客取り扱い中止。

## 隣の駅
韓国鉄道公社
全羅線
全州駅 - (新里駅) - 竹林温泉駅 - (館村駅) - 任実駅